# Saint-Remy-sous-Barbuise
Saint-Remy-sous-Barbuise – miejscowość i gmina we Francji, w regionie Grand Est, w departamencie Aube.
Według danych na rok 1990 gminę zamieszkiwało 151 osób, a gęstość zaludnienia wynosiła 10 osób/km².